# Eutelia dentifera
Eutelia dentifera är en fjärilsart som beskrevs av Walker 1865. Eutelia dentifera ingår i släktet Eutelia och familjen nattflyn. Inga underarter finns listade i Catalogue of Life.